# 高山凤尾蕨
高山凤尾蕨（学名：Pteris aspericaulis var. subindivisa）为凤尾蕨科凤尾蕨属下的一个变种。

## 扩展阅读
- 維基物種上的相關：高山凤尾蕨